# 맨투맨 (2017년 영화)
맨투맨은 한국에서 제작된 이창민 감독의 2017년 영화이다. 박해진 등이 주연으로 출연하였다.

## 출연

### 주연
- 박해진
- 박성웅
- 김민정
- 연정훈
- 채정안

### 조연
- 정만식
- 김병세
- 김보미
- 전국환
- 장현성
- 강신일
- 이시언
- 오희준
- 이아진
- 천호진
- 태인호
- 문재원
- 데이비드 맥기니스
- 오나라
- 신주아

## 제작진
- Overseas 1st AD: 박민우